# Tequila Sunrise (canción)
«Tequila Sunrise» es una canción grabada por Eagles en 1973 escrita por Don Henley y Glenn Frey. Fue el primer sencillo del segundo álbum de la banda, Desperado. La canción llegó al número 64 de la lista Billboard Hot 100.

## Intérpretes
- Glenn Frey: Voz (música), guitarra acústica.
- Don Henley: Batería (instrumento musical), percusión, coros.
- Randy Meisner: Bajo eléctrico, coros.
- Bernie Leadon: Guitarra eléctrica, mandolina, coros.

## Historia
En las notas de la cubierta del álbum The Very Best of Eagles , publicado en 2003, Don Henley escribió:

I believe that was a Glenn title. I think he was ambivalent about it because he thought that it was a bit too obvious or too much of a cliché because of the drink that was so popular then. I said, 'No. Look at it from a different point of view. You've been drinking straight tequila all night and the sun is coming up!' It turned out to be a really great song.